# Штейскаль, Вилли
Вилибальд Йозеф (Вилли) Штейскаль (нем. Wilibald Josef "Willy" Stejskal; 25 апреля 1896, Вена или Reindorf — март 1977, Гент) — австрийский футболист и тренер.
В качестве игрока выступал на позиции защитника. Бо́льшую часть карьеры провёл в венском «Рапиде», в составе которого становился четырёхкратным чемпионом Австрии, а также обладателем кубка страны. Кроме этого выступал за команды «Ваккер» и ВАФ, а также был играющим тренером в итальянском клубе «Кавезе». В 1928 году выступал за австралийский клуб «Меттерс». За сборную Австрии сыграл один матч.
Тренерскую карьеру начал в Италии, став тренером клуба «Модена». Позже работал в Болгарии, в том числе с национальной сборной, а также с командами из Франции, Бельгии и Нидерландов.

## Игровая карьера

### Клубная
Вилли Штейскаль начинал футбольную карьеру в венском «Рапиде», в составе которого дебютировал в возрасте 18 лет на позиции защитника. Первую игру в чемпионате Австрии он провёл 28 февраля 1915 года дома против «Герты». Встреча завершилась победой его команды со счётом 3:1. В дебютном сезоне Вилли сыграл в четырёх матчах чемпионата, а его команда финишировала на третьем месте.
Через два года Штейскаль стал чаще выходить на поле в составе «Рапида» — в сезоне 1916/17 он принял участие в 10 играх чемпионата. За девять лет Вилли сыграл 60 матчей в чемпионате и забил один гол за «Рапид», а также четырежды становился чемпионом страны и один раз выигрывал Кубок Австрии. В 1923 году он перешёл в другой венский клуб — «Ваккер», а в 1924 году выступал в составе команды ВАФ.
В конце 1924 года отправился в Италию, где стал играющим тренером в клубе «Кавезе». В своей новой команде он стал играть на позиции нападающего. В чемпионате Италии дебютировал 7 декабря против «Салернитаны» и сразу отметился хет-триком. В последний раз в составе клуба Вилли выходил на поле 10 марта 1925 года в матче против клуба «Мессинезе». В том сезоне он забил пять голов за «Кавезе».
В 1928 году выступал в Австралии за небольшой клуб «Меттерс», который был основан компанией Metters & Company, производителем кухонных печей и духовок. Там он ложно утверждал, что был членом сборной Чехословакии на Олимпийских играх 1924 года.

### В сборной
В составе сборной Австрии Штейскаль дебютировал 2 июня 1918 года, в товарищеском матче против Венгрии, который состоялся в Вене. Помимо Вилли, в сборную также был вызван и другой игрок «Рапида» Рудольф Рупец, для которого этот матч стал девятым за сборную. Так как матч был товарищеский, то в австрийской команде появилось несколько новых игроков, таких как Хуменбергер, Штойер и Феллер. Но и опытных игроков также хватало, свою 21-ю игру за сборную приводил капитан команды Александер Попович. Первый тайм завершился безголевой ничьей 0:0, а во тором тайме венгры смогли открыть счёт, на 70-й минуте отличился нападающий Имре Шлоссер. Спустя три минуты после гола, венгерский форвард Альфред Шаффер забил второй мяч в ворота голкипера сборной Австрии Августа Краупара, счёт остался неизменным до окончания матча.

## Тренерская карьера
Будучи игроком венского «Рапида», Штейскаль в сезоне 1921/22 значился главным тренером итальянского клуба «Модена» из одноимённого города. В 1924 году стал тренером болгарского клуба «Славия» из Софии, став первым иностранным тренером в истории болгарского клубного футбола. В том же году покинул команду и вернулся в Италию, где стал играющим тренером в клубе «Кавезе». Спустя пять месяцев, в апреле 1925 года, он возглавил сборную Болгарии. Под руководством австрийца команда провела два товарищеских матча. Первый, против сборной Турции, состоялся 15 апреля на стадионе «Таксим» в Стамбуле и завершился поражением болгар со счётом 2:1. Во втором матче, состоявшемся 31 мая, его команда дома уступила сборной Румынии — 2:4.
В 1932 году стал первым тренером в истории французского клуба «Мец». В его первом матче команда на домашнем стадионе «Сен-Сэнфорьен» уступила «Ренну» со счётом 1:2. При Штейскале «Мец» провёл в чемпионате Франции 18 матчей, выиграв 5, сведя вничью 3 и проиграв 10. По итогам сезона команда занял 9-е место и выбыла во второй дивизион. В кубке страны «Мец» дошёл до стадии 1/32 финала, где уступил «Лансу».
В 1942 году возглавил бельгийский клуб «Гент», а спустя несколько месяцев стал тренером другого бельгийского клуба — «Серкль Брюгге», в котором работал на протяжении двух сезонов до 1944 года. В апреле 1946 года сообщалось, что с 1 мая он должен стать тренером люксембургского клуба «ЮС Дюделанж».
В 1950-е годы отправился в Нидерланды, где вскоре получил разрешение на работу в клубе «Эмма» из города Дордрехт. В марте 1952 года клуб начал искать нового тренера, так как разрешение на работу у Вилли заканчивалось 15 июня. Спустя год, в марте 1953 года он был временно назначен главным тренером амстердамского «Аякса». До него, также временно, командой руководил Карел Кауфман. Клубный журнал «Аякса» писал, что до этого тренер работал в Италии, Франции и Австралии, а также в течение 12 лет работал тренером-скаутом в Бельгии. Под руководством Штейскаля «красно-белые» сыграли в чемпионате Нидерландов двенадцать матчей, выиграв 3, сведя вничью 4 и проиграв 5. Занимаемую должность тренер покинул 1 июля 1953 года.
В 1962 году был кандидатом на пост тренера «Брюгге», но в итоге команду возглавил француз Жюль Биго.

## Личная жизнь
Штейскаль родился в венском районе Райндорф.  Отец — Адальберт Штейскаль, мать — Мария Анна Чижек.
Женился в возрасте сорока двух лет — его супругой стала 36-летняя Адриане Д’Хонт, уроженка бельгийского Гента. Их брак был зарегистрирован 13 августа 1938 года в Генте.
Умер в марте 1977 года в Генте в возрасте 80 лет.

## Достижения
- Чемпион Австрии (4): 1915/16, 1916/17, 1918/19, 1922/23
- Обладатель Кубка Австрии: 1918/19